# Sulayman Efendi
Sulayman Efendi, conocido como Izzi, fue historiador oficial otomano. 
Ocupó algunos cargos en la corte y se convirtió en historiador oficial. Dejó escrita una historia que comprendía los hechos sucedidos desde 1744 hasta 1752. También dejó un diwan de poesía, pero no fue conocido como poeta. Tradujo también algunas obras místicas.